# Dennis Storm
Dennis Storm (Den Haag, 24 juni 1985) is een Nederlands schrijver en programmamaker.

## Loopbaan

### Jonge jaren
Storm groeide op in Den Haag. Na zijn middelbareschooltijd op het Dalton Den Haag was hij korte tijd student Journalistiek in Zwolle. In 2005 ging Dennis Storm aan de slag bij de Nederlandse publieke omroep (BNN en later BNNVARA). 

### BNNVARA
Storm zijn eerste reisprogramma bij de publieke omroep was Weg met BNN. Voor dit programma reisde hij twee seizoenen met Nicolette Kluijver door Azië, Oost-Europa en Rusland.  
De jaren erna volgden meerdere programma’s, waaronder Crazy 88, Into the wild, Try Before you Die en was hij deelnemer aan Wie Is De Mol. Vanaf 2009 maakte Storm ook programma's met Valerio Zeno: Dennis vs Valerio, Loverboys en Proefkonijnen. Ondanks zijn medewerking aan verschillende programma's waren reisprogramma's de kern van zijn carrière bij BNNVARA. Na 2008 ging Weg met BNN over in 3 Op reis, waarin Storm een van de hoofdpresentatoren werd en waaraan hij uiteindelijk 10 seizoenen mee zou werken.  
In 2016 maakte Storm via zijn eigen Instagram-account bekend dat hij voorlopig zou stoppen met televisiemaken. De presentator zei dat hij het werken met zijn team ontzettend zou gaan missen, maar dat hij geen plezier meer haalde uit het presenteren en zich meer op andere werkzaamheden wilde richten, zoals schrijven, regie en fotografie.  
Anno 2023 is de programmamaker naar eigen zeggen wat betreft het maken van televisie nog steeds ‘in pauzestand.’ Of er een nieuw programma komt, is niet bekend.  

### Schrijven
Vanaf 2009 kwam de schrijverscarrière van Storm uit de startblokken. Hij werd columnist van maandblad FHM, en schreef de jaren erna ook voor Lonely Planet Traveller, Cosmopolitan, Salt magazine en het weekblad 7Days. 
In juni 2013 verscheen het boek Achievers, samengesteld en mede geschreven door Storm voor uitgeverij Lebowski. Het is een verzameling verhalen met bijdragen van bestsellerauteurs als James Worthy, Arjen Lubach, Arie Boomsma en Özcan Akyol, maar ook van debuterende auteurs als Omar Dahmani en Stella Bergsma. 
In 2015 begon Storm aan een samenwerking met Uitgeverij Spectrum. Voor Spectrum schreef hij meerdere boeken waaronder Weg Ermee (2018), DIT: Bali backyard building (2019), Als Gezond Verstand Koning Was (2020) en Boef (2023). In november 2023 communiceerde Storm dat het laatste deel in de Weg Ermee reeks naar verwachting in 2024 uit gaat komen. Na Weg Ermee en Als Gezond verstand Koning Was is gekozen voor Schitterend Doemscenario als titel. 

## Privé
Dennis Storm is vader van twee kinderen.

## Televisieprogramma's
Presentator:
- TMF: Summerbase (2004)
- TMF: Game shop pro (2004)
- BNN: BNN University (2005—2006)
- BNN: CoolCast (2005)
- BNN: Koelkast on tour (2005)
- BNN: Try Before You Die (2006—2011)
- BNN: Spuiten en Slikken (2006—2009)
- BNN: Weg met BNN — Azië (2007)
- BNN: Weg met BNN — Oost-Europa en Rusland (2008)
- BNN: Crazy 88 (2008)
- BNN: Spuiten & Slikken Zomertour (2008)
- BNN: Dennis versus Valerio (2009)
- BNN: Sterretje gezocht (2009)
- BNN: 3 op Reis (2009—2016)
- BNN: Loverboys (2010—2012)
- BNN: Dennis en Valerio vs de rest (2010)
- BNN: How to stay alive (2011)
- BNN: Proefkonijnen (2011—2016)
- BNN: De Nationale Reistest (2013)
- BNN: De Nationale Reistest (2015)
- BNN: Oud en Nieuw (2015)

Kandidaat:
- Ranking the Stars (Nederland) (2008)
- Wie is de Mol? (2009) — afgevallen in aflevering 8

## Publicaties
- Achievers (2013)[1] ISBN 9789048814367
- Weg ermee (2018)[2] ISBN 9789000353613
- DIT. Do it together (2019)[3] ISBN 9789000371020
- Als gezond verstand koning was (2020)[4] ISBN 9789000374694
- Boef (2023)